# Учасники Другої світової війни

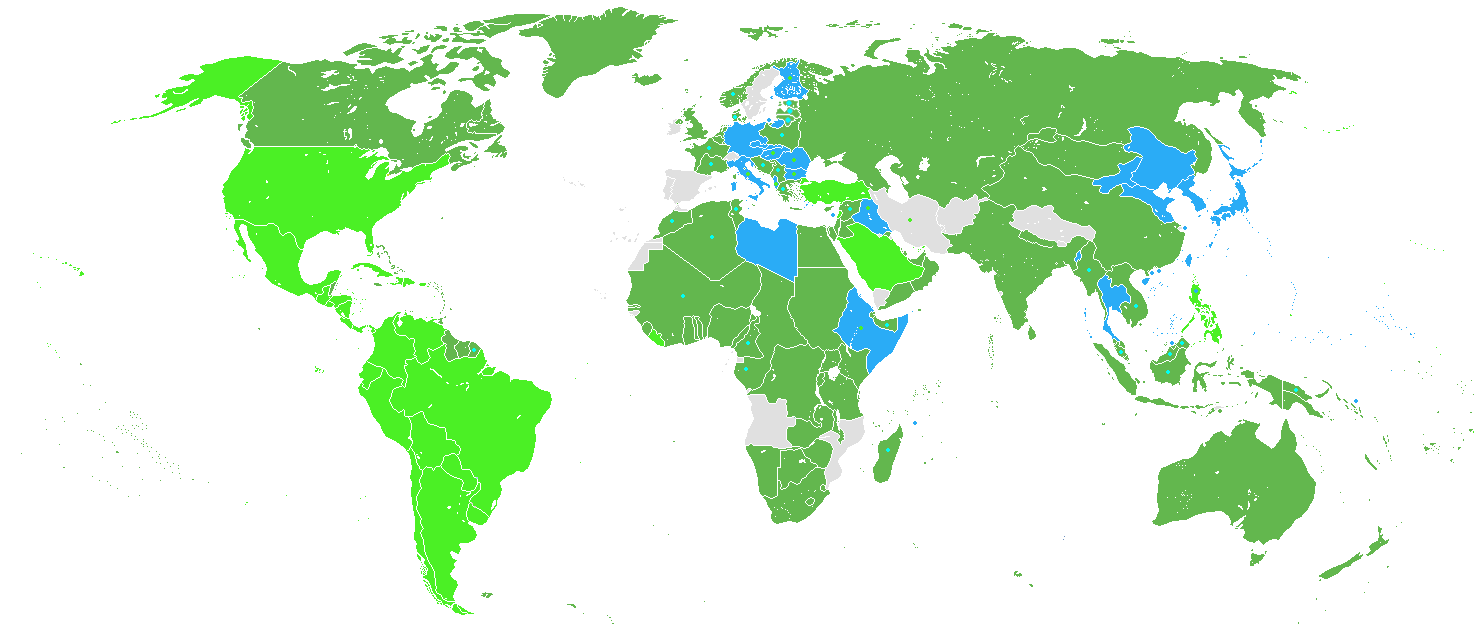

Учасники Другої світової війни — держави світу, що брали участь у Другій світовій війні.

## Антигітлерівська коаліція

### 1939
- Польща: 1 вересня 1939[1]

- Франція: 3 вересня 1939[2]

- Велика Британія: 3 вересня 1939[2]

- -  Британська Індія: 3 вересня 1939[3][4]

- Австралія: 3 вересня 1939[3][5]

- Нова Зеландія: 3 вересня 1939[3][6]

- Південно-Африканський Союз: 6 вересня 1939[7]

- Канада: 10 вересня 1939[7]

- Непал: 4 вересня 1939[8]

### 1940
- Норвегія: 8 квітня 1940[7]

- Бельгія: 10 травня 1940[джерело?]

- Люксембург: 10 травня 1940[джерело?]

- Нідерланди: 10 травня 1940[джерело?]

- Греція: 28 жовнтня 1940[джерело?]

### 1941
- Соціалістична Федеративна Республіка Югославія: 6 квітня 1941

- СРСР: 22 червня 1941[джерело?]

- США: 8 грудня 1941 (Японії)[9]
  -  Філіппіни: 8 грудня  1941[10]
- Панама: 7 грудня 1941[джерело?]
- Коста-Рика: 8 грудня 1941[7]
- Домініканська Республіка: 8 грудня 1941[7]
- Сальвадор: 8 грудня 1941[7]
- Гаїті: 8 грудня 1941[7]
- Гондурас: 8 грудня 1941[7]
- Нікарагуа: 8 грудня 1941[7]
- Республіка Китай: 9 грудня 1941[7]
- Куба: 9 грудня 1941[7]
- Гватемала: 9 грудня 1941[7]
- США: 11 грудня 1941[7]

### 1942
- Перу: 12 лютого 1942
- Мексика: 22 травня 1942[7]

- Бразилія: 22 серпня 1942[7]

- Ефіопія: 14 грудня 1942[7]

### 1943
- Ірак: 16 січня 1943[7]

- Болівія: 7 квітня 1943[джерело?]
- Колумбія: 26 червня 1943[джерело?]
- Іран: 9 вересня 1943[7]

### 1944
- Ліберія: 27 січня 1944[7]
- Румунія: 25 серпня 1944[7]
- Болгарія: 8 вересня 1944[11]

### 1945
- Угорщина: 20 січня 1945[7]
- Еквадор: 2 лютого 1945[джерело?]
- Парагвай: 7 лютого 1945[7]
- Уругвай: 15 лютого 1945[джерело?]
- Венесуела: 15 лютого 1945[джерело?]
- Туреччина: 23 лютого 1945[7]
- Єгипет: 24 лютого 1945[7]

- Сирія: 26 лютого 1945[7]
- Ліван: 27 лютого 1945[7]
- Саудівська Аравія: 1 березня 1945[7]
- Фінляндія: 3 березня 1945[7]
- Аргентина: 27 березня 1945 [12]
- Чилі: 11 квітня 1945 (Японії)[7]
- Монголія: серпень 1945 (Японії)

## Країни Осі
- Третій Рейх з 1 вересня 1939

- Королівство Італія з 1 вересня 1939 до 8 вересня 1943

- Японська імперія з 25 листопада 1939

Союзники:
- Угорське королівство з 20 листопада 1940

- Фінляндія з травня 1940 до 19 вересня 1944

- Румунське королівство з 20 листопада 1940 до 23 серпня 1944

- Болгарське царство з 1 березня 1941 до 9 вересня 1944

- Королівство Югославія 1-27 березня 1941
- Королівство Ірак
- Таїланд — офіційно не проголошував війни

- СРСР — виключно при вторгненні до Польщі

Сателіти:
- Албанія з 1 листопада 1936 до 8 вересня 1943

- Франція (Режим Віші, 1940—1944)
- Маньчжурська держава (1937—1945) — офіційно не проголошувала війни країнам Антигітлерівської коаліції; знищена радянським вторгненням 1945

- Меньцзянь (Внутрішня Монголія) з 27 вересня 1940
- Тимчасовий уряд Китайської Республіки (Ван Цзинвей) з 29 березня 1941
- Бірманська держава (1943—1945) — офіційно проголосила війну
- Республіка Філіппіни (1943—1945) — офіційно не проголошувала війни
- В'єтнамська імперія з 11 березня до 23 серпня 1945
- Камбоджа (9-15 квітня 1945)
- Лаос (1944—1945)
- Тимчасовий уряд вільної Індії (1943—1945) — офіційно проголосив війну
- Протекторат Богемії і Моравії з 15 березня 1939
- Словацька республіка з 20 листопада 1940

- Незалежна Держава Хорватія з 15 липня 1941

- Республіка Сало з 23 вересня 1943
- Уряд національного спасіння
- Грецька держава

## Нейтральні країни
- Ірландія
- Португалія

-  Ангола
-  Кабо-Верде
-  Португальська Гвінея
-  Португальська Індія
-  Макао
-  Португальська Східна Африка
-  Сан-Томе і Принсіпі
-  Португальський Тимор (окуповано у 1942-1944).

- Іспанія
- Швеція
- Швейцарія
- Андорра
- Ліхтенштейн
- Монако (окуповано Німеччиною та Італією).
- Сан-Марино (оголосило війну Німеччині 21 вересня 1944).
- Ватикан
- Афганістан
- Саудівська Аравія, оголошено війну Німеччині 28 лютого 1945 та Японії 1 квітня 1945.
- Тибет
- Туреччина в лютому 1945.
- Єменське Мутаваккілітське Королівство
- Аргентина, оголошено війну 27 березня 1945.
- Чилі, 11 квітня 1945 оголошену війну Японії.
- Перу, 12 лютого 1945 оголошено війну.
- США – до 8 грудня 1941.
- Венесуела, оголошено війну 15 лютого 1945.